# Ленковецька сільська рада (Кельменецький район)
Ленкове́цька сільська́ ра́да — адміністративно-територіальна одиниця та орган місцевого самоврядування в Кельменецькому районі Чернівецької області. Адміністративний центр — село Ленківці.

## Загальні відомості
- Населення ради: 2 351 особа (станом на 2001 рік)

## Населені пункти
Сільській раді підпорядковані населені пункти:
- с. Ленківці
- с. Макарівка

## Склад ради
Рада складалася з 16 депутатів та голови.
- Голова ради: Присакар Василь Мелентійович
- Секретар ради: Цвинтарна Олена Павлівна

### Керівний склад попередніх скликань
| Прізвище, ім'я, по батькові  | Основні відомості                                                                   | Дата обрання | Дата звільнення |
| ---------------------------- | ----------------------------------------------------------------------------------- | ------------ | --------------- |
| Присакар Василь Мелентійович | Сільський голова, 1957 року народження, освіта вища, член Селянської партії України | 26.03.2006   | 31.10.2010      |
| Присакар Василь Мелентійович | Сільський голова, 1957 року народження, освіта вища, безпартійний                   | 31.10.2010   |                 |

Примітка: таблиця складена за даними сайту Верховної Ради України

### Депутати
За результатами місцевих виборів 2010 року депутатами ради стали:

#### За суб'єктами висування
| Суб'єкт висування                                       | Кількість обраних депутатів | %    |
| ------------------------------------------------------- | --------------------------- | ---- |
| Партія регіонів                                         | 7                           | 43,8 |
| Політична партія Всеукраїнське об'єднання «Батьківщина» | 5                           | 31,3 |
| Українська соціал-демократична партія                   | 2                           | 12,5 |
| Народна партія                                          | 1                           | 6,3  |
| Самовисування                                           | 1                           | 6,3  |

#### За округами
| № округу                                                | Прізвище, ім'я, по батькові   | Дата визнання обраним | Освіта             | Партійна приналежність                        | Відомості про обраного депутата                      |
| ------------------------------------------------------- | ----------------------------- | --------------------- | ------------------ | --------------------------------------------- | ---------------------------------------------------- |
| Народна Партія                                          |                               |                       |                    |                                               |                                                      |
| 6                                                       | Кушнір Юрій Миколайович       | 03.11.2010            | вища               | член Народної партії                          | пенсіонер                                            |
| Партія регіонів                                         |                               |                       |                    |                                               |                                                      |
| 3                                                       | Цвинтарна Олена Павлівна      | 03.11.2010            | середня спеціальна | член Партії регіонів                          | Ленковецька сільська рада, секретар                  |
| 4                                                       | Хохуляк Людмила Володимирівна | 03.11.2010            | середня спеціальна | позапартійна                                  | пенсіонер                                            |
| 7                                                       | Горбишен Андрій Олександрович | 03.11.2010            | вища               | член Партії регіонів                          | приватний підприємець                                |
| 8                                                       | Білобровка Майя Олексіївна    | 03.11.2010            | середня            | позапартійна                                  | Відділення зв'язку с. Ленківці, листоноша            |
| 11                                                      | Мартинюк Надія Василівна      | 03.11.2010            | вища               | член Партії регіонів                          | Ленковецька сільська рада, соціальний працівник      |
| 12                                                      | Патрашко Марта Генадіївна     | 03.11.2010            | середня спеціальна | позапартійна                                  | Ленковецька амбулаторія, медична сестра              |
| 13                                                      | Добуляк Наталя Анатоліївна    | 03.11.2010            | вища               | член Партії регіонів                          | Кельменецька районна лікарня, лікар                  |
| Політична партія Всеукраїнське об'єднання «Батьківщина» |                               |                       |                    |                                               |                                                      |
| 1                                                       | Гречаний Павло Анатолійович   | 03.11.2010            | середня            | член Всеукраїнського об'єднання «Батьківщина» | приватний підприємець                                |
| 2                                                       | Демко Валентин Миколайович    | 03.11.2010            | вища               | позапартійний                                 | Ленковецька сільська рада, землевпорядник            |
| 9                                                       | Галай Петро Васильович        | 03.11.2010            | середня            | позапартійний                                 | фермерське господарство, голова                      |
| 10                                                      | Воронюк Альона Валеріївна     | 03.11.2010            | середня спеціальна | член Всеукраїнського об'єднання «Батьківщина» | тимчасово не працює                                  |
| 14                                                      | Грицик Анжела Володимирівна   | 03.11.2010            | вища               | позапартійна                                  | Ленковецька загальноосвітня школа І-ІІІ ст., вчитель |
| Українська соціал-демократична партія                   |                               |                       |                    |                                               |                                                      |
| 15                                                      | Крецул Валентин Анатолійович  | 03.11.2010            | вища               | позапартійний                                 | приватний підприємець                                |
| 16                                                      | Гуменюк Алік Митрофанович     | 03.11.2010            | вища               | позапартійний                                 | пенсіонер                                            |
| Самовисування                                           |                               |                       |                    |                                               |                                                      |
| 5                                                       | Гадай Галина Анатоліївна      | 03.11.2010            | вища               | позапартійна                                  | Ленковецька загальноосвітня школа І-ІІІ ст., вчитель |

## Населення
Згідно з переписом УРСР 1989 року чисельність наявного населення сільської ради становила 3252 особи, з яких 1432 чоловіки та 1820 жінок.
За переписом населення України 2001 року в сільській раді мешкали 2342 особи.

### Мова
Розподіл населення за рідною мовою за даними перепису 2001 року:
| Мова       | Відсоток |
| ---------- | -------- |
| українська | 98,21 %  |
| російська  | 1,15 %   |
| молдовська | 0,51 %   |
| вірменська | 0,13 %   |